# Rafael Ricardo
Rafael Guillermo Ricardo Barrios (San Juan Nepomuceno, Bolívar, 24 de diciembre de 1949 - Cartagena, Colombia; 21 de junio de 2023) fue un cantante, acordeonero y compositor colombiano. Junto con el cantante Otto Serge se convirtió en uno de los dúos más famosos de la historia del vallenato colombiano. Además fue actor de telenovelas como Oye Bonita, Rafael Orozco y Chepe Fortuna.
Siendo muy joven, su familia se trasladó a Cartagena donde creció y empezó su carrera musical. Inició sus estudios musicales por la influencia de sus abuelos, que eran destacados pianistas de su época.  Esto ayudó luego a Ricardo cuando se dedicó a tocar el acordeón, abriéndose camino en el vallenato, género oriundo de la Costa Caribe colombiana.  Cuando estudiaba en el Colegio Seminario de Cartagena, el cantante recordó que «Un día llevaron un acordeón y preguntaron quién sabía tocar. Dije que yo, aunque en realidad no sabía. En los recreos me iba a practicar en un salón donde tenían la carpintería, a los 15 o 20 días comencé a sacar melodías y a participar en presentaciones».